# Hymn Japonii

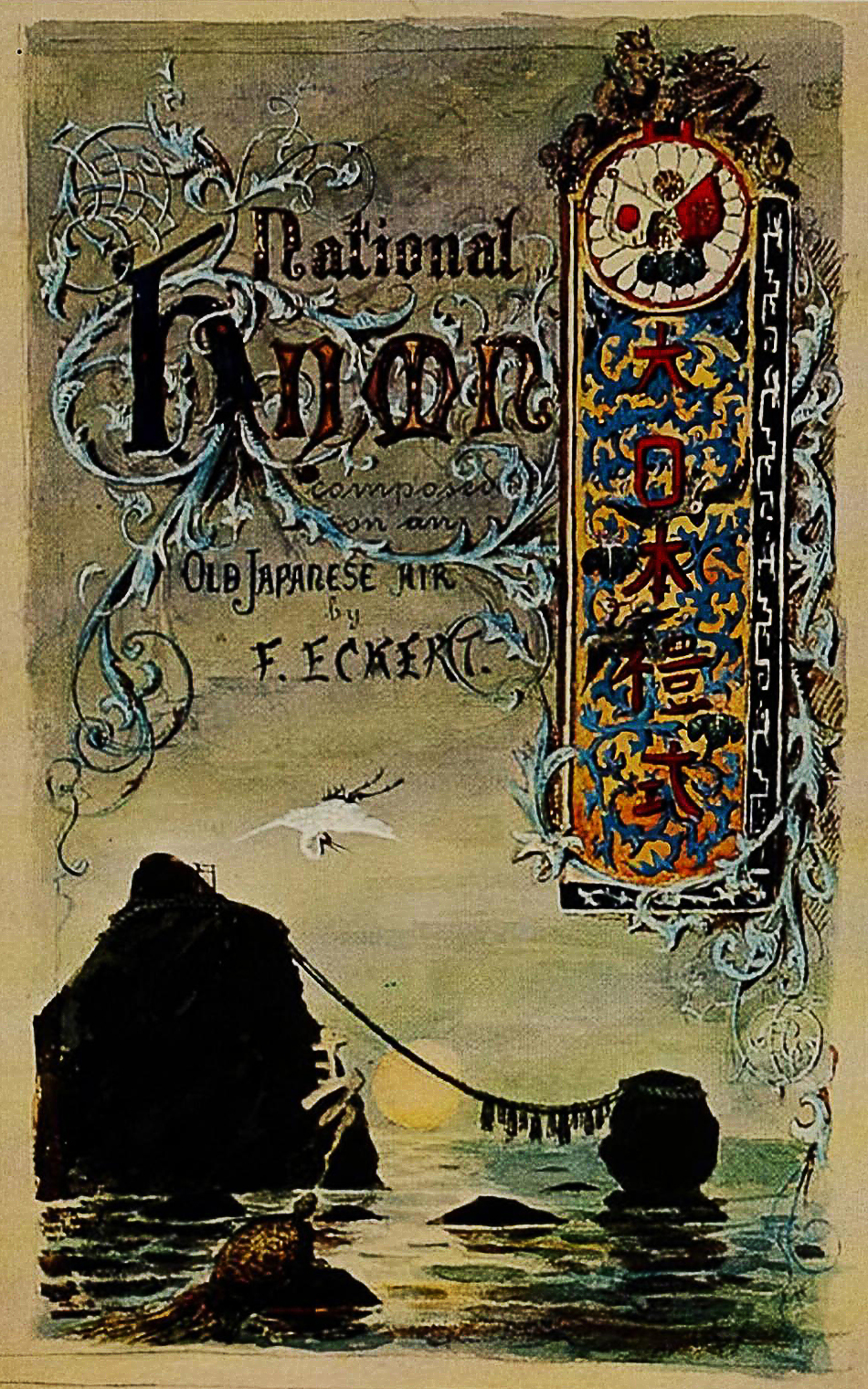
Okładka wydania hymnu według aranżacji Franza Eckerta z 1880 r., zaprojektowana przez Curta Netto (1847–1909)

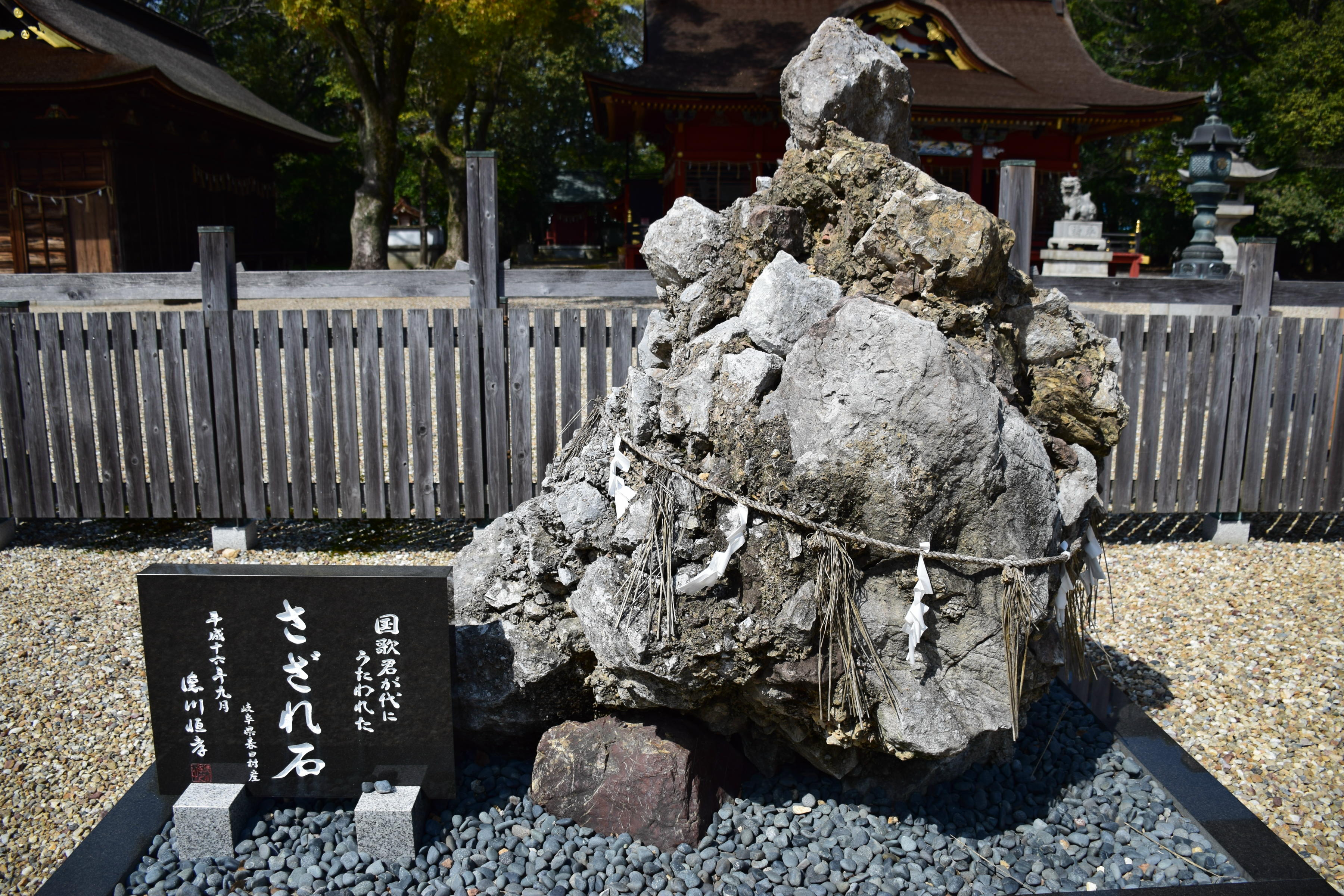
Sazare-ishi w chramie Iga-Hachimangu (napis wyjaśnia, że jest to rodzaj skały wymieniony w hymnie państwowym)

Kimi-ga-yo (jap. 君が代 pol. „panowanie cesarza”) – hymn państwowy Japonii.

## Historia
Słowa hymnu to nieznacznie zmodyfikowany wiersz waka (o 31 sylabach) anonimowego autora z okresu Heian (794–1185) lub wcześniejszego. Zostały one znalezione w dwóch antologiach japońskiej poezji, a mianowicie: w zbiorze poezji z X wieku Kokin wakashū (古今和歌集) i zbiorze z XI wieku Wakan rōeishū (和漢朗詠集). Od bardzo wczesnych lat wiersz ten był recytowany dla uczczenia pomyślności w czasie ważnych wydarzeń. Towarzyszyła mu często muzyka zaczerpnięta z teatru nō, popularnych piosenek z akompaniamentem shamisenu, czy biwa. Był wykorzystywany w bajkach, opowiadaniach, popularnych historiach z codziennego życia (ukiyo-zōshi, 'książki o ulotnym świecie' lub 'książki o przemijającym życiu').

## Pierwsza wersja hymnu
W 1869 roku dyrygent brytyjskiej orkiestry wojskowej, John William Fenton (1828–1890), który wówczas pracował w Jokohamie, dowiedział się, że Japonia nie ma hymnu. Powiedział członkom japońskiego zespołu wojskowego o hymnie Wielkiej Brytanii, wyjaśniając znaczenie takiego utworu. Zaproponował, że skomponuje muzykę, jeśli ktoś dobierze odpowiednie słowa. Członkowie orkiestry poprosili o to kapitana artylerii Iwao Ōyamę, który dobrze znał historię i literaturę japońską i chińską. Tak powstała pierwsza wersja hymnu z melodią odmienną od dzisiejszej. Została wówczas wykonana przy akompaniamencie instrumentów dętych podczas parady wojskowej w 1870 roku. 

## Wersja druga
W 1876 roku Suketsune Nakamura, szef orkiestry marynarki wojennej, przedłożył Ministerstwu Marynarki Wojennej propozycję zmiany muzyki, gdyż dotychczasową uznano za pozbawioną powagi, uroczystego charakteru. Zdecydowano, że nowa melodia powinna odzwierciedlać styl stosowany w śpiewach muzycznych wykonywanych na dworze cesarskim. 
W lipcu 1880 roku powołano cztery osoby do komitetu mającego dokonać zmian: szefa orkiestry marynarki – Suketsune Nakamurę, dyrygenta orkiestry wojsk lądowych – Yoshitoyo Yotsumoto, dyrektora ds. dworskich przedstawień gagaku (dawnej muzyki dworskiej) – Hiromoriego Hayashi, oraz niemieckiego muzyka na kontrakcie marynarki wojennej – Franza Eckerta. Wybrana została melodia skomponowana przez Hiromoriego Hayashi. Była ona oparta na tradycyjnej skali stosowanej w gagaku. Franz Eckert wykonał natomiast aranżację wokalną. Nowy hymn państwowy został po raz pierwszy wykonany w Pałacu Cesarskim w dniu urodzin cesarza Meiji, 3 listopada 1880 roku. 
W roku 1893 pieśń ta nabrała charakteru ceremonialnego, albowiem zgodnie z zaleceniami Ministerstwa Edukacji śpiewano ją w szkołach podstawowych w czasie świąt państwowych. Wkrótce przyjęła się także na uroczystościach państwowych i imprezach sportowych.

## Oficjalny hymn
W czerwcu 1999 roku rząd przedstawił swoją interpretację znaczenia hymnu Kimi-ga-yo podczas obrad Izby Reprezentantów parlamentu nad projektem ustawy o kodyfikacji flagi narodowej i hymnu. Premier Keizō Obuchi (1937–2000) wyjaśnił, że słowo kimi w Kimi-ga-yo, zgodnie z obecną konstytucją Japonii, odnosi się do osoby cesarza, który jest symbolem państwa i jedności narodu: „Słowa hymnu należy interpretować jako modlitwę o trwały dobrobyt i pokój w naszym kraju”.  
Kimi-ga-yo został oficjalnie uznany za hymn Japonii w 1999 roku na mocy „Ustawy dotyczącej flagi państwowej i hymnu państwowego” (jap. 国旗及び国歌に関する法律, Kokki oyobi kokka ni kansuru hōritsu; ang. Law Regarding the National Flag and National Anthem).

## Słowa hymnu
| Zapis oryginalny                                       | Hiragana                                                             | Transkrypcja                                                                       | Tłumaczenie na język polski                                                                                           |
| ------------------------------------------------------ | -------------------------------------------------------------------- | ---------------------------------------------------------------------------------- | --- |
| 君が代は 千代に八千代に 細石の 巌となりて 苔の生すまで | きみがよは ちよにやちよに さざれいしの いわおとなりて こけのむすまで | Kimi ga yo wa Chiyo ni, yachiyo ni Sazare-ishi no Iwao to narite Koke no musu made | Rządy cesarza niech trwają lat tysiące, aż ten żwir drobny mocą wieków w skałę się przemieni i mchem porośnie gęstym. |

W pierwotnej wersji wiersza, zamieszczonej w Kokin wakashū, pierwsza linijka brzmi: 我が君は (わがきみは) Wa ga kimi wa ‘nasz pan / władca (niech żyje lat tysiące)’. Obecna wersja pojawiła się po raz pierwszy w antologii Wakan rōeishū z ok. 1013 roku.